# Dysdera edumifera
Dysdera edumifera är en spindelart som beskrevs av José Vicente Ferrández 1983. Dysdera edumifera ingår i släktet Dysdera och familjen ringögonspindlar.
Artens utbredningsområde är Spanien. Inga underarter finns listade i Catalogue of Life.